# Championnat de Suisse de hockey sur glace 1915-1916
Saison précédente Saison suivante
La saison 1915-1916 est la 7e saison du championnat de Suisse de hockey sur glace. Elle se dispute en fait entre le 23 janvier 1916 et 6 février 1916,. C'est la première saison pour le championnat national depuis celle de 1912-1913. L'exercice 1913-1914 a été annulé à cause du mauvais temps, alors que celui de 1914-1915 l'a été en raison de la mobilisation pour la Première Guerre mondiale.

## Championnat national

### Qualification Est
Elle se joue le 23 janvier 1916, à Engelberg :
- Akademischer EHC Zürich - HC Berne 2-5

### Qualifications Ouest
Elles se déroulent le 30 janvier 1916, à Caux :
- CP Lausanne - HC Les Avants 4-1
- Servette HC - CP Lausanne 2-5
- HC Les Avants - Servette HC 6-4

| Clt   | Équipe        | PJ | V | D | N | BP | BC | Diff | Pts |
| ----- | ------------- | -- | - | - | - | -- | -- | ---- | --- |
| +001, | CP Lausanne   | 2  | 2 | 0 | 0 | 9  | 3  | +6   | 4   |
| +002, | HC Les Avants | 2  | 1 | 1 | 0 | 8  | 7  | +1   | 2   |
| +003, | Servette HC   | 2  | 0 | 2 | 0 | 6  | 11 | -5   | 0   |

- En gras : qualifié pour la finale

### Finale
Elle se dispute le 6 février 1916, à Gstaad :
- HC Berne - CP Lausanne 7-1

Le HC Berne devient champion de Suisse pour la première fois de son histoire.

## Championnat international suisse
Ne limitant pas le nombre de joueurs étrangers, ce championnat n'est pas pris en compte pour le palmarès actuel des champions de Suisse.

### Groupe I
- CP Lausanne - HC Rosey 2-2
- CP Lausanne - Servette HC 5-4
- Servette HC - HC Rosey 6-0

| Clt   | Équipe      | PJ | V | D | N | BP | BC | Diff | Pts |
| ----- | ----------- | -- | - | - | - | -- | -- | ---- | --- |
| +001, | CP Lausanne | 2  | 1 | 0 | 1 | 7  | 6  | +1   | 3   |
| +002, | Servette HC | 2  | 1 | 1 | 0 | 10 | 5  | +5   | 2   |
| +003, | HC Rosey    | 2  | 0 | 1 | 1 | 2  | 8  | -6   | 1   |

- En gras : qualifié pour la finale

### Groupe II
- Akademischer EHC Zürich - HC Les Avants 2-1
- HC Les Avants - HC La Villa 7-1
- HC La Villa - Akademischer EHC Zürich 1-4

| Clt   | Équipe                  | PJ | V | D | N | BP | BC | Diff | Pts |
| ----- | ----------------------- | -- | - | - | - | -- | -- | ---- | --- |
| +001, | Akademischer EHC Zürich | 2  | 2 | 0 | 0 | 6  | 2  | +4   | 4   |
| +002, | HC Les Avants           | 2  | 1 | 1 | 0 | 8  | 5  | +3   | 2   |
| +003, | HC La Villa             | 2  | 0 | 2 | 0 | 2  | 11 | -9   | 0   |

- En gras : qualifié pour la finale

### Finale
- Akademischer EHC Zürich - CP Lausanne 7-2